# Association sportive de Monaco Football Féminin
Maillots
L'AS Monaco Football Féminin  est un club féminin de football basé à Monaco et fondé en 1976 sous le nom d'Omnium Sports de Monaco avant d'intégrer l'Association sportive de Monaco en 2010.
Les Monégasques atteignent pour la première fois de leur histoire la Division 1 en 1985, après plusieurs saisons passées dans les divisions de la Ligue de la Méditerranée. Après sept saisons dans l'élite, le club de la principauté va connaître un lent déclin le renvoyant au niveau des championnats régionaux. Depuis, et malgré quatre saisons en Division 2 puis en Division 3 au début des années 2000, les Monégasques n'ont plus réussi à revenir à un niveau national.
L'équipe fanion du club participe au championnat de Régional 1 de la Ligue de la Méditerranée et évolue au stade des Moneghetti.

## Histoire
La première équipe féminine de l'Omnium Sports de Monaco est créée lors la saison 1976-1977 à l'initiative de Bettina Gallo et Muriel Banaudo. Entraînée par Raymond Gallo, les joueuses étaient toutes élèves de l'Institution Saint-Maur de Monaco-Ville. Après deux participations consécutives au championnat de la Côte d'Azur, l’équipe n'est pas engagée en raison de problèmes d’effectif. Elle est alors confiée à Christian Michelis, joueur de l’équipe masculine, qui parvient à compléter l'effectif et à créer une équipe « cadette ». Malgré un titre de champion l'année suivante, le club refuse l'accession en division supérieure, il lui faudra trois saisons supplémentaires pour reconquérir le titre et cette fois accéder en Division d'Honneur régionale. Au bout de deux saisons, les Monégasques deviennent championnes de la Ligue de la Méditerranée et montent en Championnat de France en 1985. Par ailleurs, une équipe réserve et une équipe « Benjamines » sont créées, portant à quatre le nombre d'équipes engagées dans les différentes compétitions. Les Monégasques accèdent dès leur première saison aux demi-finales en tant que vainqueurs de groupe, perdant contre le futur champion VGA Saint-Maur. L'année suivante, elles se retrouvent de nouveau en demi-finales. En 1989 et 1990, l'OSM va jusqu'en quarts de finale, échouant en 1989 de nouveau face au futur champion de France, cette fois-ci Saint-Brieuc SC.
Lors de la mise en place d'un championnat à poule unique en 1992, l'Omnium Sport de Monaco évolue en National 1B mais après un titre de championne de France en 1993, le club accède au plus haut niveau, le National 1A composées des douze meilleures équipes de France. À partir de 1994, le club descend pour finir au niveau régional en 1998. Il est de retour en deuxième division deux ans plus tard pour la saison 2000-2001 et n'y rester que deux ans, avant d'évoluer pendant deux ans en Division 3 puis de descendre en Division d'Honneur de la Ligue de la Méditerranée en 2004.
En 2009, le football féminin monégasque rejoint l'Association sportive de Monaco en tant que section indépendante dénommée AS Monaco Football Féminin. Après deux saisons en Division Honneur régionale, l'équipe première redescend en championnat de District de la Côte d'Azur. Comptant que 13 licenciées séniors en 2011-2012, le club connaît une croissance très lente entre 2011 et 2015, passant à 50 licenciées en 5 ans. Par la suite, il connaît une forte explosion d'adhérents, terminant la saison 2018-2019 avec 150 licenciées, soit une augmentation de 300 % en 4 ans.
Après avoir retrouvé la DH en 2016, le club progresse dans ce championnat, appelé Régional 1 depuis 2018, passant de la septième place en 2016-2017 à la deuxième en 2019-2020, l'équipe terminant à une place de barragiste pour l'ascension en D2 et effectuant un parcours historique en Coupe de France, recevant le Grenoble Foot 38 au 2e tour fédéral.
Le 5 juin 2021, le club annonce l'arrivée d'investisseurs privés afin de se professionnaliser. Le fonds d'investissement Peak6 sera actionnaire principal d'une nouvelle société, co-présidée par Jenny Just et Matt Hulsizer, qui permettra au club de « bénéficier d'un budget conséquent ».

## Palmarès
Le tableau suivant liste le palmarès du club actualisé à l'issue de la saison 2011-2012 dans les différentes compétitions officielles au niveau national et régional.
| Compétitions nationales                           | Compétitions régionales                                                                                | Équipes de jeunes                                                                                  |
| - Championnat de France D2 (1) - Champion : 1993. | - Championnat de la Côte d'Azur - Champion : 2011. - Coupe Côte d'Azur - Vainqueur : 2005, 2006, 2008. | - Coupe Côte d'Azur -16 ans - Vainqueur : 2006, 2007. - Coupe Fédérale -13 ans - Vainqueur : 2001. |

## Bilan saison par saison
Le tableau suivant retrace le parcours du club depuis la création de la première division en 1974, sous la dénomination d’OS Monaco, puis d’AS Monaco depuis 2010.
| Édition   | Division 1     | Division 2             | Division 3             | Divisions Régionales     | Coupe de France   |
| 1974-1985 | -              | -                      | Championnat inexistant | …                        | Coupe inexistante |
| 1985-1986 | Demi-finaliste | -                      | Championnat inexistant | -                        | Coupe inexistante |
| 1986-1987 | Demi-finaliste | Championnat inexistant | Championnat inexistant | -                        | Coupe inexistante |
| 1987-1988 | 4e (Gr. B)     | Championnat inexistant | Championnat inexistant | -                        | Coupe inexistante |
| 1988-1989 | 1/4 de finale  | Championnat inexistant | Championnat inexistant | -                        | Coupe inexistante |
| 1989-1990 | 1/4 de finale  | Championnat inexistant | Championnat inexistant | -                        | Coupe inexistante |
| 1990-1991 | 4e (Gr. A)     | Championnat inexistant | Championnat inexistant | -                        | Coupe inexistante |
| 1991-1992 | 9e (Gr. A)     | Championnat inexistant | Championnat inexistant | -                        | Coupe inexistante |
| 1992-1993 | -              | Champion               | Championnat inexistant | -                        | Coupe inexistante |
| 1993-1994 | 12e            | -                      | Championnat inexistant | -                        | Coupe inexistante |
| 1994-2000 | -              | …                      | Championnat inexistant | …                        | Coupe inexistante |
| 2000-2001 | -              | 6e (Gr. B)             | Championnat inexistant | -                        | Coupe inexistante |
| 2001-2002 | -              | 6e (Gr. B)             | Championnat inexistant | -                        | non connu         |
| 2002-2003 | -              | -                      | 7e (Gr. C)             | -                        | non connu         |
| 2003-2004 | -              | -                      | 9e (Gr. C)             | -                        | non connu         |
| 2004-2005 | -              | -                      | -                      | …                        | non connu         |
| 2005-2006 | -              | -                      | -                      | …                        | non connu         |
| 2006-2007 | -              | -                      | -                      | …                        | non connu         |
| 2007-2008 | -              | -                      | -                      | 2e (DH Méditerranée)     | 1er tour fédéral  |
| 2008-2009 | -              | -                      | -                      | 11e (DH Méditerranée)    | non connu         |
| 2009-2010 | -              | -                      | -                      | …                        | non connu         |
| 2010-2011 | -              | -                      | Championnat inexistant | …                        | non connu         |
| 2011-2012 | -              | -                      | Championnat inexistant | 11e (DH Méditerranée)    | non connu         |
| 2012-2013 | -              | -                      | Championnat inexistant |                          | non connu         |
| 2013-2014 | -              | -                      | Championnat inexistant |                          | non connu         |
| 2014-2015 | -              | -                      | Championnat inexistant |                          | non connu         |
| 2015-2016 | -              | -                      | Championnat inexistant |                          | 2e tour régional  |
| 2016-2017 | -              | -                      | Championnat inexistant | 7e (DH Méditerranée)     | 4e tour régional  |
| 2017-2018 | -              | -                      | Championnat inexistant | 6e (DH Méditerranée)     | 1er tour fédéral  |
| 2018-2019 | -              | -                      | Championnat inexistant | 4e (R1 Méditerranée)     | 4e tour régional  |
| 2019-2020 | -              | -                      | Championnat inexistant | 2e (R1 Méditerranée)     | 2e tour fédéral   |
| 2020-2021 | -              | -                      | Championnat inexistant | Arrêté (R1 Méditerranée) | Arrêtée           |

## Personnalités du club

### Joueuses
- Sarah Bouhaddi (junior, 2001-2002)
- Marie-Françoise Sidibé (1986–1992)
- Nathalie Lefebvre (1985-1991)

### Entraîneurs
- Jean-Louis Djighaly (2014-2017[9])
- Stéphane Guigo (depuis 2017[10])